# ۱۰ -فوت
۱۰ -فوت (انگلیسی: 10-Feet)۱۰ یک گروه موسیقی راک ژاپنی می‌باشد. این گروه موسیقایی در توکیو پایتخت ژاپن و سبک شان نیز موسیقی ژاپنی است، فعالیت دارند.

## اعضا
- خوانندگی-تاکوما میتامور
- گیتار بیس-نائوکی اینویی
- درام ساز-کویچی ناکااوکا